# SB-81
Le SB-81 est une mine à effet de souffle antichar italienne à boîtier plastique minimum métallique datant du début des années 1980. 

## Description
La mine utilise une fusée basée sur la pression de l'air, ce qui lui confère une protection contre la surpression et le souffle. Elle peut donc être considérée comme une mine résistante aux explosions. La mine peut être dispersée à la main ou par des systèmes de pose de mines.
On en retrouve dans les Îles Falkland et au Sahara occidental. Une version électronique de cette mine (la SB-81/AR-AN) a également été produite, dotée d'un dispositif anti-manipulation intégré ainsi que d'une capacité d'autodestruction.

## Spécifications
- Poids : 3,3 kg
- Teneur en explosif : 2,2 kg de (84 % TNT, 15 % RDX, 1 % HMX)
- Diamètre : 230 mm
- Hauteur : 90 mm
- Pression de fonctionnement : 150 à 310 kg

## Opérateurs
- Italie

## Variantes
- Iran YM-II - Il s'agit d'une copie iranienne de la mine, ses spécifications sont légèrement différentes de celles du SB-81 - elle pèse 3,2 kg et a une charge principale de 2 kg de Composition B. Il est produit en plastique ABS vert olive ou de couleur sable et se trouve en Afghanistan et Iran.
- Portugal M/453 - Une copie produite au Portugal. Il est en service dans les forces armées portugaises[1].
- Espagne Expal SB-81 - Une copie produite en Espagne par Expal sous le nom C-5 et acquise à 6000 exemplaires en 2023[2]. Remplace ou complète la C-3-A/B.